# Becune Point
Becune Point es una localidad de Santa Lucía que forma parte del distrito de Gros Islet.